# 호세 비얄롱가 요렌테
호세 "페페" 비얄롱가 요렌테(스페인어: José "Pepe" Villalonga Llorente; 1919년 12월 12일, 안달루시아 지방 코르도바 ~ 1973년 8월 7일, 마드리드 지방 마드리드)는 1950년대에서 1960년대까지 활약한 스페인의 전 축구 감독이다. 그는 레알 마드리드, 아틀레티코 마드리드, 그리고 스페인 국가대표팀의 지휘봉을 잡아 세 곳에서 모두 주요 대회를 우승한 경험이 있다.

## 감독 경력

### 레알 마드리드
비얄롱가는 1954-55 시즌 중간에 레알 마드리드의 사령탑으로 취임했는데, 이 선수단은 이후 알프레도 디 스테파노, 프란시스코 헨토, 미겔 무뇨스, 엑토르 리알, 그리고 레몽 코파로 구성되게 되었다. 그는 1년차에 라 리가와 라틴배 2관왕을 달성하였고, 1956년에는 유러피언컵 초대 우승 감독으로 등극하였다. 우승 당시 36세 184일로, 그는 대회 우승을 거둔 역대 최연소 감독으로 이름을 올리고 있다. 3년차이자 마지막 시즌에는 마드리드를 라 리가, 라틴배, 그리고 유러피언컵 3관왕을 이룩했다.

### 아틀레티코 마드리드
1959년, 비얄롱가는 아틀레티코 마드리드의 지휘봉을 잡았다. 비얄롱가가 감독으로 취임하고, 엔리케 코야르, 미겔 존스, 그리고 아델라르도가 있는 아틀레티코 마드리드는 1960년과 1961년에 2년 연속으로 코파 델 레이 결승전에서 레알 마드리드를 꺾었다. 1961년에는 라 리가 준우승을 차지하기도 했으며, 1962년에는 유러피언 컵위너스컵에서 재경기 끝에 피오렌티나를 3-0으로 이기고 우승했다.

### 스페인 국가대표팀
1962년, 비얄롱가는 스페인 국가대표팀의 신임 감독으로 임명되었고, 1964년에는 유러피언 네이션스컵 우승을 차지했다. 루이스 수아레스, 프란시스코 헨토, 조세프 마리아 푸스테, 그리고 호세 앙헬 이리바르와 같은 선수들이 포진한 스페인은 예선에서 루마니아, 북아일랜드, 그리고 아일랜드를 꺾고 안방에서 준결승전과 결승전을 치르게 되었다. 스페인은 준결승전에서 헝가리를 2-1로 이겼다. 결승전에서는 125,000명의 관중이 웅집한 산티아고 베르나베우에서 소련을 2-1로 이겼다. 헤수스 마리아 페레다가 6분 만에 선제골을 기록한 뒤 갈림지안 후사이노프에게 프리킥으로 동점골을 허용했으나, 마르셀리노 마르티네스가 머리로 결승골을 넣어 결승전을 승리로 장식했다.
비얄롱가는 잉글랜드에서 열린 1966년 FIFA 월드컵에서도 스페인 선수단을 이끌었지만, 2년 전의 성공을 재현하지 못했다. 조별 리그 2차전에서 스위스에 2-1로 이겼음에도 불구하고 서독과 아르헨티나에게 패하면서 다음 라운드 진출이 무산되었기 때문이었다. 서독과 치른 경기가 그가 스페인 국가대표팀 감독으로 치른 22번째이자 마지막 국가대표팀 경기로, 이 경기 종료와 함께 스페인은 조기에 귀국하게 되었다.
1966년 FIFA 월드컵 이후, 비얄롱가는 감독 교육에 전념하기 시작하였다. 1967년, 그는 국립 감독 아카데미의 총장으로 취임하여 이 직위를 1973년 별세하기 전까지 맡았다. 그는 INEF 마드리드의 초대 축구 강사이기도 했다.

## 사망
비얄롱가는 1973년 8월 7일, 마드리드에서 53세의 나이에 심근 경색으로 타계하였다.

## 수상

### 클럽
레알 마드리드
- 유러피언컵: 1955–56, 1956–57
- 라 리가: 1954–55, 1956–57
- 라틴배: 1955, 1957

아틀레티코 마드리드
- 코파 델 헤네랄리시모: 1959–60, 1960–61
- 라 리가 준우승: 1960–61
- 유러피언 컵위너스컵: 1961–62

### 국가대표팀
스페인
- UEFA 유럽 축구 선수권 대회: 1964

## 같이 보기
- UEFA 챔피언스리그 우승 감독 목록